# Lądowisko Matekane
Lądowisko Matekane (ang. Matekana Air Strip, ICAO: FXME) – lądowisko zlokalizowane w miejscowości Matekane, w Lesotho.